# Ellen Streitbörger
Ellen Streitbörger (geb. Ratzow; * 12. August 1951 in Lübeck) ist eine deutsche Politikerin (Linke). Sie war von 2009 bis 2012 Abgeordnete des Schleswig-Holsteinischen Landtages, von 2009 bis 2010 als Fraktionsvorsitzende der Linken.

## Leben
Streitbörger war von Beruf Lehrerin und lebt in Schwarzenbek. Sie war Kreistagsabgeordnete im Kreis Herzogtum Lauenburg.
Bei der Landtagswahl in Schleswig-Holstein 2009 zog Streitbörger über die Landesliste der Linken in das Parlament ein. Vom 27. Oktober 2009 bis zum 30. November 2010 war sie Fraktionsvorsitzende.
Bei der Landtagswahl 2012 kandidierte Streitbörger nicht und schied aus dem Landtag aus. Im Mai 2012 trat Streitbörger aus der Partei Die Linke aus, blieb aber als Parteilose Mitglied der Kreistagsfraktion der Linken im Kreis Herzogtum Lauenburg.